# Municipio de Fair Oaks
El municipio de Fair Oaks (en inglés: Fair Oaks Township) es un municipio ubicado en el condado de Cross en el estado estadounidense de Arkansas. En el año 2010 tenía una población de 167 habitantes y una densidad poblacional de 1,96 personas por km².

## Geografía
El municipio de Fair Oaks se encuentra ubicado en las coordenadas 35°12′10″N 91°0′20″O / 35.20278, -91.00556. Según la Oficina del Censo de los Estados Unidos, el municipio tiene una superficie total de 85.35 km², de la cual 85,03 km² corresponden a tierra firme y (0,37 %) 0,31 km² es agua.

## Demografía
Según el censo de 2010, había 167 personas residiendo en el municipio de Fair Oaks. La densidad de población era de 1,96 hab./km². De los 167 habitantes, el municipio de Fair Oaks estaba compuesto por el 98,8 % blancos, el 0,6 % eran amerindios, el 0,6 % eran asiáticos. Del total de la población el 0,6 % eran hispanos o latinos de cualquier raza.